# Zastava Marsa
Zastava Marsa je trobojka koja predstavlja planet Mars. Iako nije službena zastava ni u kakvom pravnom smislu, odobrena je od organizacija "Mars Society" i "Planetary Society". Zastava se čak vijorila i u svemiru, a nosio ju je astronaut John Mace Grunsfeld u space shuttleu Discovery. Crvena boja na zastavi predstavlja današnji Mars, zelena i plava boja predstavljaju fazu mogućeg razvijanja života na planetu. Ova zastava se vijori na nekoliko postaja za istraživanje Marsa u Kanadi i SAD-u.

## Vanjske poveznice
- Zastava Marsa na stranici FOTW